# Nemoralia
La Nemoralia (también conocida como el Festival de las Antorchas o Idus hecateanos) es un festival de tres días celebrado originalmente por los antiguos romanos en los Idus de agosto (13-15 de agosto) en honor a la diosa Diana. Aunque la Nemoralia se celebró originalmente en el Santuario de Diana en el lago Nemi, pronto se volvió más celebrada. La Iglesia Católica pudo haber adaptado la Nemoralia como la Fiesta de la Asunción.

## Historia
El festival a Diana se celebraba anualmente en su santuario en el lago Nemi cerca de Ariccia en los idus de agosto, una fecha que coincide con la fecha tradicional de fundación celebrada en Aricia. Los orígenes del festival probablemente son anteriores a la difusión del culto a Diana en Roma en el siglo III a. C. y pueden extenderse hasta el siglo VI a. C. o antes. Los registros del siglo I a. C. describen a los fieles que viajan al santuario portando antorchas y guirnaldas. El festival de Diana acabó siendo ampliamente celebrado en toda Italia, incluso en el Templo de Diana en el monte Aventino en Roma, lo cual era inusual dada la naturaleza provincial del culto de Diana.

## Simbolismo
El poeta Estacio del siglo I d. C. escribió sobre el festival:
Es la estación en la que la región más abrasadora de los cielos se apodera de la tierra y la aguda estrella canina Sirio, tan a menudo golpeada por el sol de Hiperión, quema los campos jadeantes. Ahora es el día en que la arboleda ariciana de Trivia, conveniente para los reyes fugitivos, se vuelve humeante, y el lago, teniendo conocimiento culpable de Hipólito, brilla con el reflejo de una multitud de antorchas; La propia Diana pone guirnaldas a los perros de caza que lo merecen, pule las puntas de las flechas y permite que los animales salvajes estén a salvo, y en los hogares virtuosos de toda Italia se celebran los idus hecateanos. (Estacio Silv. 3. I.52-60)
Estacio celebró la triple naturaleza de la diosa invocando imágenes celestiales (la estrella-perro Sirio), terrenales (el propio bosque) e inframundo (Hécate). También sugirió que no se permitía cazar durante el festival cuando decía: "colocando guirnaldas a los perros y puliendo las lanzas".
Los perros de caza fueron símbolos particularmente importantes de la celebración. Simbolizan la tutela de Diana de quienes están a su cuidado y, engalanados, se unen a la celebración en lugar de a la caza, de modo que no se puede practicar la caza. Esto representa que la protección de Diana se extiende a todos. Estacio también enfatiza la importancia del refugio para el culto de Diana, cuyos santuarios ofrecían refugio a los esclavos liberados o fugitivos, y en los mitos de Hipólito y Orestes, un refugio contra el asesinato, la contaminación, la locura y la muerte. El historiador del siglo XXI CMC Green señaló que "llevar una antorcha en la procesión hacia el santuario era huir del mundo cargado de tánatos y refugiarse en el mundo eterno de lo sagrado, fresco, sombrío y enriquecedor".

## Observancia
En el siglo I a. C., el poeta romano Ovidio describió la celebración:
"En el valle de Arriciano,
hay un lago rodeado de bosques umbríos,
Considerado sagrado por una religión de los tiempos antiguos...
En una cerca larga cuelgan muchos pedazos de hilo tejido,
y muchas tabletas se colocan allí
como regalos agradecidos a la Diosa.
A menudo una mujer cuyas oraciones Diana contestó,
Con una corona de flores coronando su cabeza,
Camina desde Roma portando una antorcha encendida...
Allí desciende un arroyo gorgoteando desde su lecho rocoso..."

En ese día, los fieles formaron una procesión de antorchas y velas alrededor de las aguas del lago Nemi (el nombre Nemi, del latín nemus, significa bosque sagrado o arboleda sagrada), también conocido como el Espejo de Diana. Cientos se reúnen en el lago, con coronas de flores. Según Plutarco, parte del ritual (antes de la procesión alrededor del lago) era el lavado del cabello y vestirlo con flores. Es un día de descanso para mujeres y esclavos. Los perros de caza también son honrados y vestidos con flores. Los viajeros entre las orillas norte y sur del lago eran transportados en pequeños botes iluminados por linternas. Las vírgenes vestales usaban lámparas similares y se han encontrado con imágenes de la diosa en Nemi.
Un poeta del siglo I a. C., Propercio, no asistió al festival, pero lo observó desde la periferia como se indica en estas palabras a su amada:
"Ah, si solo caminaras aquí en tus horas libres.
Pero no podemos encontrarnos hoy,
cuando te veo corriendo de emoción con una antorcha encendida
a la arboleda de Nemi donde tú
llevas luz en honor a la Diosa Diana".

Las solicitudes y ofrendas a Diana pueden incluir pequeñas estatuillas de arcilla cocida o pan de partes del cuerpo que necesitan curación; pequeñas imágenes de arcilla de madre e hijo; diminutas esculturas de ciervos; danza y canto; y frutas como manzanas. Además, durante el festival se realizan ofrendas de ajo a la Diosa de la Luna Oscura, Hécate.[cita requerida] La caza o matanza de cualquier bestia está prohibida durante el Nemoralia. 

## Influencia en las fiestas cristianas
El festival de tres días de Nemoralia corresponde a los días festivos católicos de Hipólito de Roma (un supuesto mártir del siglo III que comparte un nombre con Hipólito, una figura mitológica fuertemente asociada con Diana) el 13 de agosto, y la fiesta de la Asunción de María, el 15 de agosto. Académicos como CM Green, James Frazer y otros han notado paralelismos entre estos días festivos y han especulado que la Iglesia católica primitiva puede haber adaptado no solo las fechas sino también el simbolismo de Nemoralia. Es posible que, como se celebraba originalmente, la Nemoralia celebrara un descenso de Diana al inframundo en busca de Hipólito o Virbio, seguido de su ascenso como reina del cielo y la luna llena del tercer día. Se reconocieron celebraciones similares en el mundo antiguo que involucraban tanto a Deméter como a Isis, con quienes a menudo se identificaba a Diana.